# Paihia
Paihia je glavno turistično mesto na Bay of Islands v regiji Northland Severnega otoka Nove Zelandije. Je 60 kilometrov severno od mesta Whangārei, blizu zgodovinskih mest Russell in Kerikeri. Misijonar Henry Williams je misijonsko postajo poimenoval Marsden's Vale. Paihia je sčasoma postalo sprejeto ime naselja.
V bližini na severu je zgodovinsko naselje Waitangi, stanovanjsko in poslovno območje Haruru Falls pa na zahodu. Pristanišče in okrožje Opua ter majhno naselje Te Haumi ležita na jugu.

## Zgodovina in kultura

### Izvor imena
Izvor imena Paihia ni jasen. Priljubljeno pripisovanje, najverjetneje apokrifno, je, da je prečastiti Henry Williams, ko je prvič prispel v Bay of Islands in iskal lokacijo za svojo misijonsko postajo, svojemu maorskemu vodniku rekel: Pai here, kar pomeni 'dobro tukaj', saj je bil njegov maorski besedni zaklad omejen.

### Evropska naselitev
Henry Williams in njegova žena Marianne sta se leta 1823 naselila v Paihii in tam istega leta zgradila prvo cerkev. William Williams in njegova žena Jane sta se pridružila misijonu Paihia leta 1826. Škof William Grant Broughton (prvi in edini avstralski škof) je leta 1838 obiskal misijon Paihia in izvedel nekaj prvih obredov prve birme in posvečenja na Novi Zelandiji.
Herald je bila 55-tonska škuna, ki so jo zgradili misijonarji in jo 24. januarja 1826 splavili ob obali v Paihiji.
Decembra 1832 je Henry Williams prvič omenil igranje kriketa na Novi Zelandiji. Decembra 1835 je igro kriketa tukaj spremljal Charles Darwin, medtem ko je ladja Beagle preživela 10 dni v Bay of Islands.
Leta 1835 je William Colenso v Paihii postavil prvo tiskarno na Novi Zelandiji.
Leta 1850 se je misijon zaprl in Paihia je do leta 1890 nazadovala v zelo majhno naselje.

### 20. stoletje
Anglikanska cerkev sv. Pavla, dokončana leta 1925, je peta cerkev, zgrajena na tem mestu. Zgrajena je iz kamna, pridobljenega iz kraja Pukaru, blizu Kawakawe, in lesa iz bližine Waikare. Vitraže nad prižnico je naročil Williams Family Trust v spomin na sira Nigela Reeda za 175-letnico družinskega srečanja, umetnik pa jih je postavil leta 1998. Okna z naslovom Te Ara O Te Manawa (Pot srca) imajo skupaj površino 4 m².
Leta 1926 je bila zgrajena cesta do Puketona na glavni cesti od Kawakawe do Kerikerija (zdaj državna cesta 10), kar je povzročilo porast turizma v 1930-ih.

## Demografija
Paihia obsega 2,24 km², ki se razteza od reke Waitangi na severu do reke Haumi na jugu in je imela junija 2023 ocenjenih 1720 prebivalcev z gostoto prebivalstva 768 ljudi na km².
Paihia je imela ob popisu prebivalstva na Novi Zelandiji leta 2018 1512 prebivalcev, kar je povečanje za 222 ljudi (17,2 %) od popisa leta 2013 in povečanje za 213 ljudi (16,4 %) od popisa leta 2006. Štelo je 561 gospodinjstev, v katerih je živelo 765 moških in 750 žensk.
Etnične pripadnosti je bilo 69,0 % Evropejcev/Pākehā, 35,3 % Maorov, 3,6 % pacifiških ljudstev, 6,5 % Azijcev in 2,0 % drugih etničnih skupin. Ljudje se lahko identificirajo z več kot eno etnično pripadnostjo.
Čeprav so se nekateri odločili, da na popisno vprašanje o verski pripadnosti ne bodo odgovorili, jih 50,2 % ni veroizpovednih, 35,9 % je bilo kristjanov, 4,0 % je imelo maorsko vero, 1,8 % je bilo hindujcev, 0,2 % muslimanov, 0,4 % budistov in 1,6 % druge religije.

## Marae
Te Tii Waitangi marae in hiša srečanj Te Tiriti o Waitangi v zalivu Te Tī na severnem koncu Paihije sta povezani z Ngāpuhi hapū Ngāti Kawa in Ngāti Rāhiri. Oktobra 2020 je vlada namenila 66.234 $ iz Sklada za rast province za zamenjavo vseh streh na marae.